# Аберація (література)
Аберація (лат. aberratio, від лат. aberrate — відхилятися) — хибність світобачення, супроводжувана відхиленням від пошуковуваної істини, усталеного нормативу. У художній літературі, особливо в авангардизмі і постмодернізмі, застосовується мовна аберація, здебільшого спричинена впливом чужомовного середовища, механічним використанням притаманних йому лексичних, семантичних і синтаксичних конструкцій, відмінних від загальноприйнятих мовних нормативів, застосуванням прийомів авторської маски.

## Джерело
- Аберація // Літературознавча енциклопедія : у 2 т. / авт.-уклад. Ю. І. Ковалів. — Київ : ВЦ «Академія», 2007. — А — Л. — С. 7.